# Cộng hòa Công nhân Xã hội chủ nghĩa Phần Lan
Cộng hòa Công nhân Xã hội chủ nghĩa Phần Lan (tiếng Nga: Финляндская Социалистическая Рабочая Республика, tiếng Phần Lan: Suomen sosialistinen työväentasavalta, tiếng Thụy Điển: Finlands socialistiska arbetarrepublik) đã được thành lập và tồn tại trong thời gian ngắn bởi Chính phủ Xã hội chủ nghĩa Phần Lan. Nước này được thành lập sau một cuộc cách mạng trong Nội chiến Phần Lan và sau Cách mạng tháng Mười Nga. Nhà nước này không sử dụng tên đó trước ngày 28 tháng 1 năm 1918 bởi sắc lệnh của Xô viết Helsinki (sau được gọi là Hội đồng Nhân dân Helsinki). Cách mạng đã được phát động bởi những người đứng đầu thuộc phái Bolshevik trong Đảng Xã hội Dân chủ Phần Lan. Hội đồng nhân dân (kansanvaltuuskunta), mà ngày nay gọi là Xô viết, đã được tổ chức bởi Xã hội chủ nghĩa Phần Lan, cùng với Xô viết Helsinki, là chỗ dựa của chính phủ.

## Lịch sử

Khu vực kiểm soát của các đoàn Đại biểu nhân dân Phần Lan (màu cam); những khu công nghiệp ở phía nam có hầu hết dân số Phần Lan.

Chính quyền này đã đàm phán một Hiệp ước Hữu nghị với nước Cộng hòa Xã hội chủ nghĩa Xô viết Liên bang Nga dã được hoàn thành vào ngày 1 tháng 3 và thông qua ở Petrograd.Hồng quân (Phần Lan) đã bị thất bại vào cuối tháng 3 năm 1918 trong sự kết thúc của cuộc Nội chiến Phần Lan bởi quân Bạch vệ Phần Lan được sự ủng hộ củ các lực lượng vũ trang Đế quốc Đức. Cương lĩnh và bản dự thảo hiến pháp của nước Cộng hòa Xã hôi chủ nghĩa, được viết bởi Otto Wille Kuusinen, chịu ảnh hưởng của chủ nghĩa xã hội dân chủ, bởi tư tưởng tự do trong bản Tuyên ngôn Độc lập của Hoa Kỳ và bởi chế độ của Thụy Sĩ. Mục tiêu chính ở đây là cải cách xã hội và lời tuyên bố để đạt được mục đích này đã được Nghị viện dân chủ làm cơ sở trên các nguyên tắc tôn trọng chủ quyền của nhân dân và các dân tộc, quốc gia tự quyết. Nền chuyên chính vô sản như theo chủ nghĩa Marx đã không có trong cương lĩnh, sự hiềm khích trong việc thiết lập một nước Phần Lan xã hội dân chủ. Cộng hòa Công nhân Xã hội chủ nghĩa Phần Lan nhận được sự ủng hộ từ phía Cộng hòa Xã hội chủ nghĩa Xô viết Liên bang Nga, mà cũng phải giúp đỡ và ủng hộ các chính phủ Cộng sản ở Cộng hòa Xô viết Hungary và Cộng hòa Xô viết Bavaria. Cộng hòa Công nhân Xã hội chủ nghĩa Phần Lan hầu như bắt đầu vào cuộc chiến trong vùng kiểm soát của mình là ở các khu công nghiệp phía nam, trong khi đó thì kẻ địch của họ đang kiểm soát một vùng lãnh thổ rộng lớn, nhưng dân sư ở phía bắc lại rất thưa thớt. Những lối vào của tàu hỏa Đức và Bạch vệ Phần Lan, và bản thân quân đội Đức đóng ở đây dã ép buộc Cộng hòa Công nhân Xã hội chủ nghĩa Phần Lan phải tối đa dựa vào sự giúp đỡ của Xô viết, cả về quân sự lẫn kinh tế, cách này cũng tan vỡ khi Cộng hòa Xã hội chủ nghĩa Xô viết Liên bang Nga đang phải bân rộn trong cuộc Nội chiến Nga. Những người Cộng sản đã thất bại và mười trong số hàng ngàn người trong Đảng Xã hội Dân chủ trở thành nạn nhân của sự dã man trong cuộc khủng bố trắng. Những người còn lại phải ẩn trốn, chuyển sang hoạt động bí mật hay rời khỏi đất nước. Vài tháng sau đó, nhiều người rời khỏi đất nước đã thành lập Đảng Cộng sản Phần Lan trong vùng tị nạn tại Moskva.